# Waltraud Schütz
Waltraud Schütz (* 7. Februar 1957 in Linz; † 30. März 2005 in Kenia) war eine österreichische Politikerin (SPÖ) und Sozialwissenschafterin. Sie war von 1986 bis 1994 Abgeordnete zum österreichischen Nationalrat.
Schütz besuchte die Volksschule und eine allgemeinbildende höhere Schule, die sie mit der Matura abschloss. Sie studierte in der Folge Sozialwissenschaft an der Universität Linz und schloss ihr Studium mit dem akademischen Grad Magistra ab. Nach ihrem Studium arbeitete sie von 1980 bis 1986 als Angestellte der SPÖ-Bezirksorganisation Linz-Stadt, danach vertrat sie die SPÖ vom 17. Dezember 1986 bis zum 6. November 1994 im Nationalrat. Sie war zudem als Sozialwissenschafterin tätig und hatte ehrenamtliche Tätigkeiten und Funktionen in sozialistischen Jugendorganisationen und Vereinen inne.
Nach ihrer politischen Karriere setzte sich Schütz insbesondere für Entwicklungspolitik ein und betrieb ein Geschäft in Wien. Unter anderem half sie in einem Waisenhaus in Kenia. Bei einem Aufenthalt in Kenia riss in ihrer Speiseröhre eine Krampfader, sie verblutete auf dem Weg in die Hauptstadt Nairobi.